# Cunda Dia Baze
Cunda Dia Baze és un municipi de la província de Malanje. Té una extensió de 5.098 km² i 13.651 habitants. Comprèn les comunes de Cunda Dia Baze, Lemba i Milando. Limita al nord amb el municipi de Marimba, a l'est amb els de Cuango i Xá-Muteba, al sud amb el de Quela, i a l'oest amb el de Cahombo.